# Galaktoboureko

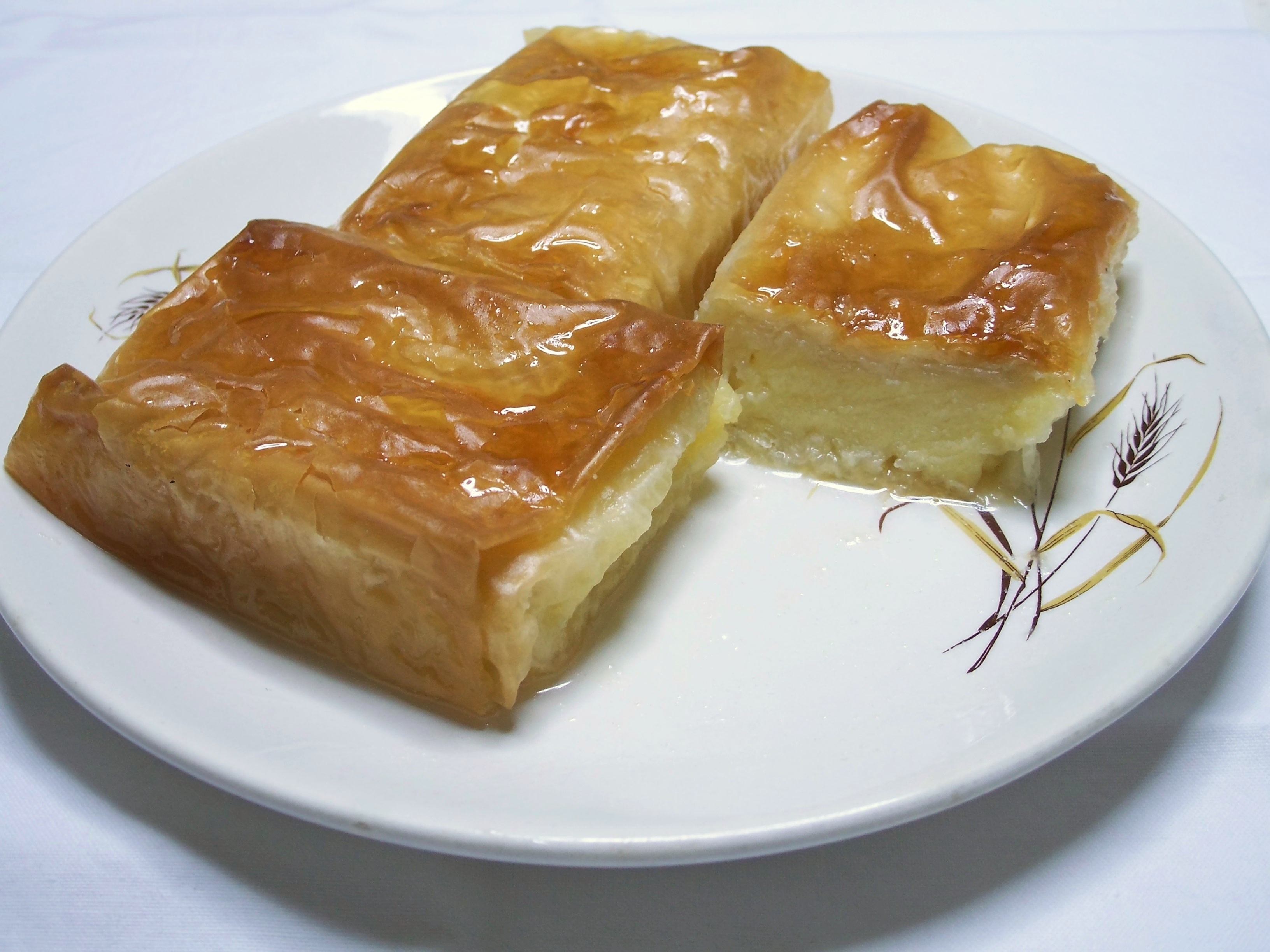
Tres trozos de galaktoboureko.

El galaktoboureko (γαλακτομπούρεκο, ‘pastel de leche’; de γάλα gala, ‘leche’ y bourek, palabra turca origen de börek para los pasteles) es un postre griego o turco de crema pastelera (a veces aromatizada con limón o naranja) en pasta filo. Puede hacerse en una sartén, con la pasta filo dispuesta en capas por encima y por debajo, o enrollada en porciones individuales de unos 10 cm de largo. Puede espolvorearse con azúcar glas y suele servirse con un sirope claro.
A diferencia de la milhojas, a la que recuerda, la crema pastelera se cocina con el pastel en lugar de añadirse después.